# Althöfer Weg 1 (Steinbach, Burghaun)

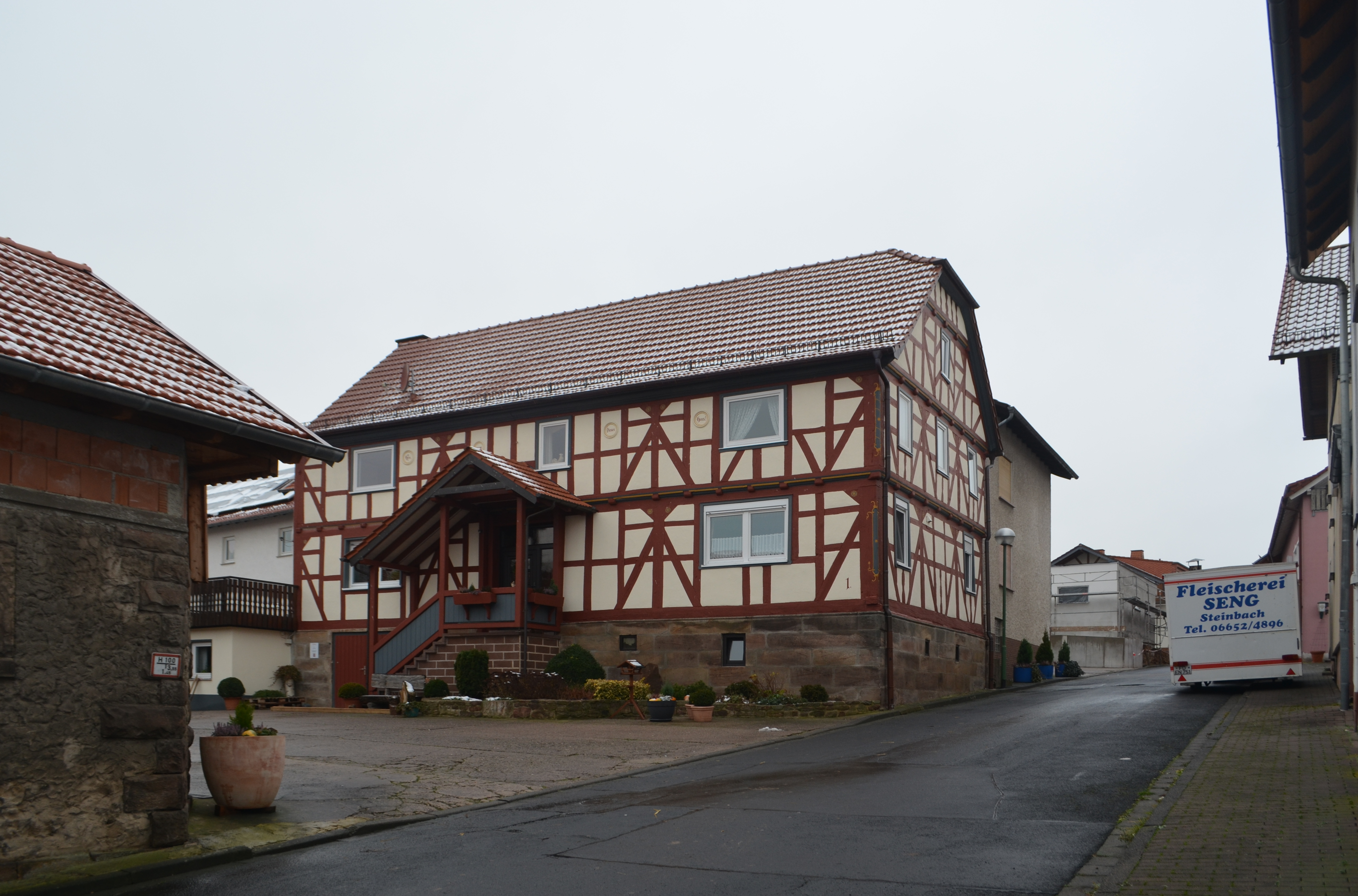
Fachwerkhaus Althöfer Weg 1 in Steinbach

Das Gebäude Althöfer Weg 1 in Steinbach, einem Ortsteil der Marktgemeinde Burghaun im osthessischen Landkreis Fulda, wurde 1801 errichtet. Das Fachwerkhaus ist ein geschütztes Kulturdenkmal.
Der in leichter Hanglage stehende giebelständige Krüppelwalmdachbau besitzt einen hohen Sandsteinquadersockel mit profiliertem oberen Abschluss. Dieses Untergeschoss wurde früher als Stall genutzt. Eine Inschrift im Sockel nennt die Bauherren und das Erbauungsjahr 1801.
Das zweigeschossige Gebäude besitzt vor allem zur Straße hin ein qualitätsvolles Fachwerk mit Mannfiguren an Bund- und Eckständer. Die Gebälkzone weist profilierte Schwellbalken und Füllhölzer sowie auskragende gerundete Balkenköpfe auf. Die Eckständer sind mit Rundstabschnitzereien versehen, wobei der Rundstab oben und unten von Blumenornamenten gefasst wird. Im Obergeschoss der zum Hof weisenden Längsseite sind Stuck-Zierringe mit der Inschrift „Gott schütze dieses Haus“ vorhanden. Eine überdachte Freitreppe führt zum Eingang.
Die seitlich stehenden Wirtschaftsgebäude sind jüngeren Datums.